# 謝朝恩
謝朝恩（？—1841年），四川華陽（今屬成都市）人。行伍出身，從將軍德楞泰剿白蓮教，積功至都司。累擢閩浙督標副將，從平臺灣張丙之亂。道光十四年（1834年），擢狼山鎮總兵。二十年（1840年），爆發第一次鴉片戰爭，從欽差大臣伊里布防鎮海，充翼長。二十一年（1841年），奉欽差大臣裕謙命守金雞嶺，力戰英軍。英軍分兵由沙蟹嶺繞出山後夾攻。清軍遙見招寶山威遠城為英軍佔據，乃潰敗而逃。謝朝恩扼守砲臺，中砲墮海身亡，屍骸遍尋不獲。賜卹，予騎都尉世職。
子謝釗，襲騎都尉。見任四川松潘中營守備。

## 延伸阅读
[在维基数据编辑]
 《清史稿·卷372》，出自趙爾巽《清史稿》